# Рагманские свитки
Рагманские свитки (англ. Ragman Rolls) — общее название для нескольких исторических документов, в которых шотландское дворянство приносило клятву верности королю Англии Эдуарду Длинноногому в 1291 и 1296 гг.
После смерти королевы Маргарет в 1290 г. претензии на престол Шотландии выдвинуло сразу несколько кандидатов. Когда стало очевидно, что никто из них не намерен уступать и спор не удастся решить без кровопролития, в дело вмешался король Англии Эдуард Длинноногий. Он предложил рассмотреть кандидатуры всех претендентов и выбрать из них наиболее достойного. Прибыв в Норхэм-он-Твид в мае 1291 г., король настоял, чтобы шотландская знать принесла ему клятву верности, дабы потом не могла оспорить его выбор. Присягу подписали практически все без исключения дворяне Шотландии.
Выбор Эдуарда пал на Иоанна Баллиоля (по предположению короля — наиболее лояльного Англии претендента), который таким образом стал новым правителем Шотландии и в 1293 г. в Вестминстере вместе со многими дворянами принес Эдуарду оммаж. Эдуард предполагал, что Баллиоль окажет ему военную поддержку в борьбе против Франции, однако его расчеты не оправдались — шотландский король отказался от клятвы верности и в 1295 г. заключил союз с французским королём Филиппом IV Красивым. Узнав о предательстве Баллиоля, Эдуард Длинноногий в 1296 г. направил войска в Шотландию, положив начало трехсотлетним войнам за независимость Шотландии. Англичане разбили шотландцев в битве при Данбаре, а затем, при поддержке Роберта Брюса, находившегося в оппозиции к действующему королю, Эдуарду удалось сравнительно быстро покорить Шотландию (кроме того он захватил священную реликвию Шотландии — Скунский камень, на котором издревле короновались шотландские короли).
28 августа 1296 г. Эдвард вновь призвал шотландских дворян, и они присягнули ему вторично, закрепив подписанный документ личными печатями. Всего на страницах документа стоит около 2000 подписей — в том числе подписи будущего короля Роберта Брюса и его брата Эдуарда Брюса.
Присяги 1291 и 1296 гг. и носят название Рагманских свитков (название произошло от искаженного имени папского легата Рагимунда, для которого ранее составлялись подобные поименные списки). Несколько сохранившихся копий этих документов хранятся в лондонском Государственном архиве Великобритании.